# Eastern Province Rugby Union Stadium
L’Eastern Province Rugby Union Stadium, talora abbreviato in EPRU Stadium e anche noto come Boet Erasmus Stadium, fu un impianto sportivo polivalente — benché prevalentemente destinato al rugby a 15 — di Port Elizabeth, nella provincia sudafricana del Capo Orientale.
Di proprietà della Municipalità metropolitana di Nelson Mandela Bay, lo stadio fu per mezzo secolo fin dalla sua inaugurazione, avvenuta nel 1960, l'impianto interno dell'Eastern Province, squadra provinciale di rugby in Currie Cup gestita dalla federazione rugbistica del Capo Orientale; dopo il campionato mondiale di calcio 2010 tutte le attività sportive furono spostate al nuovo Nelson Mandela Bay Stadium, costruito proprio in occasione della rassegna calcistica, e da allora l'EPRU Stadium rimase chiuso al pubblico, trovando utilizzo solo come campo d'allenamento o terreno di gioco per formazioni minori.
Il progressivo degrado rese progressivamente impraticabili tutte le ipotesi di recupero dell'impianto che, a fine 2018, fu definitivamente demolito in ottica di sfruttamento immobiliare dell'area su cui sorgeva.
Capace di circa 34 000 posti, lo stadio ospitò alcune gare della Coppa del Mondo di rugby 1995 che si tenne in Sudafrica e in tale occasione fu teatro di un'accesa battaglia tra i giocatori di casa e la formazione del Canada, che passò alla cronaca come Battaglia del Boet Erasmus; anche vent'anni prima, durante il tour del 1974 dei British Lions in Sudafrica, lo stadio era stato testimone di un incontro tra i Lions e gli Springbok caratterizzato da reciproche scorrettezze divenute note con il nome di Call of 99, dalla chiamata in codice usata dai giocatori britannici per rispondere alle intimidazioni avversarie.

## Storia
L'impianto fu inaugurato il 30 aprile 1960 e fin dalla sua apertura fu il campo interno dei Mighty Elephants, anche noti come Eastern Province e oggi come Eastern Province Kings, formazione all'epoca della Provincia del Capo, che prende tuttora parte alla Currie Cup; benché di proprietà comunale (allora della città di Port Elizabeth e in seguito della neoistituita Municipalità metropolitana di Nelson Mandela Bay, in cui la città è inclusa), la gestione dell'impianto è sempre stata in capo alla Eastern Province Rugby Union, la federazione rugbistica del Capo Orientale.
Lo stadio era intitolato originariamente a Boet Erasmus, ex sindaco della città di Port Elizabeth, e nel corso della sua storia fu utilizzato, oltre che per le gare di club, anche per diversi incontri della Nazionale sudafricana; uno di essi, nel giugno 1974, è ricordato per via degli scontri in campo che coinvolsero i giocatori locali e gli ospiti, i membri della squadra interbritannica dei British and Irish Lions; questi infatti erano impegnati in un tour nel Paese e, nei due precedenti incontri della spedizione contro la Nazionale di casa a Città del Capo e Pretoria, essi erano stati fatti oggetto di intimidazioni e scontri violenti da parte dei loro avversari, che avevano così tentato di imporsi fisicamente benché invano, avendo gli ospiti vinto in entrambe le occasioni; guidati dal loro capitano Willie John McBride, quindi, i Lions decisero di attaccare per primi nel terzo incontro della serie, in programma, appunto, al Boet Erasmus; fu deciso che alla parola d'ordine Ninety-nine (99) chiamata da McBride ogni giocatore dei Lions avrebbe aggredito il proprio corrispettivo di ruolo sudafricano basandosi sul fatto che l'arbitro non avrebbe potuto espellere né sanzionare tutta la squadra.
L’incidente che ne seguì passò alla storia come Call of 99 o anche come Battaglia del Boet Erasmus, anche se quest'ultimo appellativo fu ripreso, e ritenuto maggiormente indicativo, in occasione di un incontro della Coppa del Mondo di rugby 1995 che il Sudafrica appena uscito dall’apartheid ospitò, e di alcune delle cui partite Port Elizabeth fu designata come sede.
Nella fase iniziale a gironi gli Springbok giocarono tra Città del Capo e Port Elizabeth; l'ultimo incontro del girone era previsto al Boet Erasmus contro il Canada che proveniva da una sconfitta contro l'Australia e una vittoria contro la Romania, ma aveva ancora speranze di qualificazione vista la propria differenza-punti; durante la partita, visto l'eccessivo agonismo messo in campo da entrambe le squadre, una violenta rissa esplose a poco più di dieci minuti dalla fine, e l'arbitro irlandese David McHugh espulse subito dal campo due giocatori canadesi, Gareth Rees e Rod Snow, e il sudafricano James Dalton; nel post partita l'International Rugby Board inflisse immediatamente sospensioni per un mese ai tre giocatori espulsi e tre mesi ad altri due uomini che terminarono regolarmente la partita, il canadese Scott Stewart e il sudafricano Pieter Hendriks, corresponsabili della rissa e non espulsi subito dal direttore di gara.
Pochi mesi più tardi, tra gennaio e febbraio 1996, il Boet Erasmus fu anche una delle quattro sedi designate a ospitare la Coppa d’Africa di calcio vinta proprio dalla nazionale di calcio di casa; lo stadio fu sede di un girone e di un incontro dei quarti di finale.
In seguito a una ristrutturazione avvenuta nel primo decennio del duemila l'impianto fu portato alla capienza di 33 852 posti.
In occasione dell'assegnazione al Sudafrica del campionato mondiale di calcio 2010 si dovette decidere tra l'ampliamento oppure la costruzione di una nuova struttura: fu deciso per la seconda soluzione e per la demolizione del Boet Erasmus, nel frattempo ribattezzato Eastern Province Rugby Union Stadium (EPRU), anche se vi furono opposizioni a tale piano; comunque la federazione provinciale aveva deciso, nel 2010, di abbandonare lo stadio per trasferirsi a quello costruito in occasione del mondiale calcistico, il Nelson Mandela Bay Stadium.
Nel 2010 l'EPRU fu chiuso al pubblico; fu utilizzato durante il campionato mondiale di calcio come terreno di allenamento e in seguito come campo delle selezioni minori, ma un servizio giornalistico del novembre 2013 ne sottolineò lo stato di sostanziale degrado vista l'assenza di manutenzione delle strutture.
Ormai divenuto rifugio di senzatetto e clochard, e ritenuto troppo deteriorato per poter essere ristrutturato in maniera economicamente sostenibile, ad agosto 2018 la municipalità di Nelson Mandela Bay dispose la demolizione di quanto ne rimaneva con l’intento di liberare l’area per futuri sviluppi edilizi.

## Incontri internazionali di rilievo

### Calcio
| Arbitro: | Sidi Bekaye Magassa |

|            |           |  |
| Yeboah 22’ | Marcatori |  |

### Rugby a 15
| Arbitro: | Cas de Bruyn |

|            |      |                            |
|            | mt   | G. Brown J.J. Williams (2) |
|            | tr   | Irvine                     |
| Snyman (3) | c.p. | Irvine (2)                 |
|            | drop | Bennett (2)                |

| Arbitro: | David McHugh |

|                   |      |  |
| Richter 24’, 30’  | mt   |  |
| Stransky 24’, 30’ | tr   |  |
| Stransky 32’, 41’ | c.p. |  |